# Superclásico femenino del fútbol peruano
El superclásico femenino del fútbol peruano es el partido que disputan los clubes Alianza Lima y Universitario de Deportes. Ambos equipos son los más populares y más ganadores del país, por lo que se le considera como el clásico más importante del fútbol peruano.
Alianza Lima ha participado de todas las temporadas de la Primera División Femenina del Perú desde 2019, con participaciones intermitentes en 1997, 2013, 2014 y 2015. Por su parte, Universitario de Deportes ha participado de todas las temporadas de la Primera División Femenina del Perú desde 2012, con participaciones intermitentes en 1996, 1997, 2001, 2002 y 2003.
En torneos internacionales Conmebol, la mejor campaña de Alianza Lima fue en la Copa Libertadores de 2021 y 2024 cuando alcanzó los cuartos de final, mientras que la mejor campaña de Universitario fue en la Copa Libertadores en la fase de grupos de la edición 2020.
Hasta la fecha los dos clubes se han enfrentado en 29 oportunidades, Alianza Lima ha conseguido 9 victorias, mientras que Universitario de Deportes ha logrado 13 triunfos.

## Estadísticas

### Historial
Primera División
Actualizado al último partido jugado: 22 de junio de 2025 - Universitario de Deportes  0 - 2   Alianza Lima (Liga Femenina FPF 2025)
|    | Fecha                    | Campeonato                    | Local         | Resultado | Visitante     | Estadio                 | Ref.        |
| -- | ------------------------ | ----------------------------- | ------------- | --------- | ------------- | ----------------------- | ----------- |
| 1  | 17 agosto 1997           | Campeonato Metropolitano 1997 | Alianza Lima  | 0-5       | Universitario | Nacional                | [ 6 ]       |
| 2  | 3 noviembre 1997         | Campeonato Metropolitano 1997 | Universitario | 5-0       | Alianza Lima  | Lolo Fernández          | [ 7 ]       |
| 3  | 19 mayo 2013             | Campeonato Nacional 2013      | Universitario | 2-3       | Alianza Lima  | Videna                  |             |
| 4  | 2 de noviembre de 2013   | Campeonato Nacional 2013      | Alianza Lima  | 2-2       | Universitario | Alejandro Villanueva    |             |
| 5  | 18 de mayo de 2014       | Campeonato Nacional 2014      | Universitario | 5-3       | Alianza Lima  | Videna                  | [ 8 ] [ 9 ] |
| 6  | 19 de octubre de 2014    | Campeonato Nacional 2014      | Alianza Lima  | 1-2       | Universitario | Videna                  |             |
| 7  | 1 de febrero de 2015     | Campeonato Nacional 2014      | Universitario | 1-0       | Alianza Lima  | Videna                  |             |
| 8  | 22 de febrero de 2015    | Campeonato Nacional 2014      | Alianza Lima  | 0-1       | Universitario | Videna                  |             |
| 9  | 9 de agosto de 2015      | Campeonato Nacional 2015      | Universitario | 2-2       | Alianza Lima  | Videna                  |             |
| 10 | 6 de julio de 2019       | Copa Perú Femenina 2019       | Alianza Lima  | 1-1       | Universitario | Esther Grande de Bentin |             |
| 11 | 8 de septiembre de 2019  | Copa Perú Femenina 2019       | Universitario | 1-0       | Alianza Lima  | Campo Mar               |             |
| 12 | 26 de octubre de 2019    | Copa Perú Femenina 2019       | Universitario | 2-1       | Alianza Lima  | Nacional                |             |
| 13 | 7 de diciembre de 2019   | Copa Perú Femenina 2019       | Universitario | 2-1       | Alianza Lima  | Nacional                | [ 10 ]      |
| 14 | 31 de julio de 2021      | Liga Femenina FPF 2021        | Universitario | 0-0       | Alianza Lima  | San Marcos              | [ 11 ]      |
| 15 | 4 de septiembre de 2021  | Liga Femenina FPF 2021        | Alianza Lima  | 1-0       | Universitario | San Marcos              | [ 12 ]      |
| 16 | 16 de abril de 2022      | Liga Femenina FPF 2022        | Universitario | 0-2       | Alianza Lima  | Monumental              | [ 13 ]      |
| 17 | 11 de septiembre de 2022 | Liga Femenina FPF 2022        | Alianza Lima  | 2-1       | Universitario | Alejandro Villanueva    | [ 14 ]      |
| 18 | 21 de mayo de 2023       | Liga Femenina FPF 2023        | Universitario | 1-0       | Alianza Lima  | Monumental              | [ 15 ]      |
| 19 | 30 de julio de 2023      | Liga Femenina FPF 2023        | Alianza Lima  | 4-1       | Universitario | Alejandro Villanueva    | [ 16 ]      |
| 20 | 27 de agosto de 2023     | Liga Femenina FPF 2023        | Alianza Lima  | 1-0       | Universitario | Alejandro Villanueva    | [ 17 ]      |
| 21 | 2 de septiembre de 2023  | Liga Femenina FPF 2023        | Universitario | 2-0       | Alianza Lima  | Monumental              | [ 18 ]      |
| 22 | 10 de mayo de 2024       | Liga Femenina FPF 2024        | Universitario | 0-0       | Alianza Lima  | Monumental              | [ 19 ]      |
| 23 | 7 de julio de 2024       | Liga Femenina FPF 2024        | Alianza Lima  | 0-1       | Universitario | Alejandro Villanueva    | [ 20 ]      |
| 24 | 25 de agosto de 2024     | Liga Femenina FPF 2024        | Universitario | 0-2       | Alianza Lima  | Monumental              | [ 21 ]      |
| 25 | 30 de agosto de 2024     | Liga Femenina FPF 2024        | Alianza Lima  | 3-1       | Universitario | Alejandro Villanueva    | [ 22 ]      |
| 26 | 11 de mayo de 2025       | Liga Femenina FPF 2025        | Alianza Lima  | 0-1       | Universitario | Alejandro Villanueva    | [ 23 ]      |
| 27 | 18 de junio de 2025      | Liga Femenina FPF 2025        | Alianza Lima  | 0-0       | Universitario | Alejandro Villanueva    | [ 24 ]      |
| 28 | 22 de junio de 2025      | Liga Femenina FPF 2025        | Universitario | 0-2       | Alianza Lima  | Monumental              | [ 25 ]      |

Amistoso
|   | Fecha                   | Campeonato | Local        | Resultado | Visitante     | Estadio                         | Ref.   |
| - | ----------------------- | ---------- | ------------ | --------- | ------------- | ------------------------------- | ------ |
| 1 | 12 de diciembre de 2021 | Copa Nike  | Alianza Lima | 2-2       | Universitario | Campo Auxiliar Teófilo Cubillas | [ 26 ] |

### Resumen
| Torneo                    | PJ | GAL | E | GU | GolAL | GolU |
| ------------------------- | -- | --- | - | -- | ----- | ---- |
| Primera División del Perú | 28 | 9   | 6 | 13 | 31    | 39   |
| Amistosos                 | 1  | 0   | 1 | 0  | 2     | 2    |
| Total general             | 29 | 9   | 7 | 13 | 33    | 41   |

## Partidos decisivos
El fútbol peruano femenino está marcado por dos etapas: el amateurismo, desde 1996 y 2019, y el profesionalismo, desde 2021 hasta la actualidad. A lo largo de 28 años de rivalidad, Alianza Lima y Universitario han disputado entre sí finales de campeonatos y clásicos decisivos.
Alianza Lima ha ganado tres definiciones en el medio local, siendo dos de estas en finales por un título de Primera División (2021, 2024). Universitario de Deportes, por su parte, superó a su rival en tres definiciones en el medio local, siendo una de estas en finales por un título de Primera División (2023).

### Torneos nacionales

#### Finales por títulos de Primera División
| Liga Femenina FPF 2021; 4 de septiembre, 16:00 | Alianza Lima | 1:0 (1:0) | Universitario | Estadio San Marcos, Lima      |                               |
|                                                | Romero 14'   | Reporte   |               | Árbitro(s): Elizabeth Tintaya | Árbitro(s): Elizabeth Tintaya |
| Partido único                                  |              |           |               |                               |                               |

| Liga Femenina FPF 2023; 27 de agosto de 2023, 18:00 | Alianza Lima | 1:0 (1:0) | Universitario | Estadio Alejandro Villanueva, Lima |                            |
|                                                     | Padilla 25'  | Reporte   |               | Árbitro(s): Jordi Espinoza         | Árbitro(s): Jordi Espinoza |
| Partido de ida                                      |              |           |               |                                    |                            |

| Liga Femenina FPF 2023; 2 de septiembre de 2023, 19:00 | Universitario                | 2:0 (0:0) | Alianza Lima | Estadio Monumental, Lima                                |                                                         |
|                                                        | Lacoste 74' · Campoverde 80' | Reporte   |              | Asistencia: 42 107 espectadores Árbitro(s): Bruno Pérez | Asistencia: 42 107 espectadores Árbitro(s): Bruno Pérez |
| Partido de vuelta                                      |                              |           |              |                                                         |                                                         |

| Liga Femenina FPF 2024; 25 de agosto de 204, 17:45 | Universitario | 0:2 (0:0) | Alianza Lima                | Estadio Monumental, Lima |                         |
|                                                    |               | Reporte   | Castañeda 47' · Padilla 67' | Árbitro(s): Bruno Pérez  | Árbitro(s): Bruno Pérez |
| Partido de ida                                     |               |           |                             |                          |                         |

| Liga Femenina FPF 2024; 30 de julio de 2024, 14:30 | Alianza Lima                                    | 3:1 (1:0) | Universitario | Estadio Alejandro Villanueva, Lima |                           |
|                                                    | Assunção 21' (t.l.) · Reyes 72' · Castañeda 82' | Reporte   | 57' González  | Árbitro(s): Edwin Ordóñez          | Árbitro(s): Edwin Ordóñez |
| Partido de vuelta                                  |                                                 |           |               |                                    |                           |

#### Otras definiciones por títulos
| Copa Perú Femenina 2019; 26 de octubre, 16:00          | Universitario                        | 2:1 (1:1) | Alianza Lima       | Estadio Nacional, Lima                                       |                                                              |
|                                                        | Novoa 22' (pen.) · Fasabi 49' (a.g.) | Reporte   | Quesada 13' (pen.) | Asistencia: 9.903 espectadores Árbitro(s): Elizabeth Tintaya | Asistencia: 9.903 espectadores Árbitro(s): Elizabeth Tintaya |
| Partido único para definir al campeón de la Zonal Lima |                                      |           |                    |                                                              |                                                              |

| Copa Perú Femenina 2019; 7 de diciembre, 17:10        | Universitario            | 2:1 (1:1) | Alianza Lima | Estadio Nacional, Lima |  |
|                                                       | Otiniano 23' · Novoa 65' | Reporte   | Flores 43'   |                        |  |
| Partido único para definir al campeón de la Región IV |                          |           |              |                        |  |

| Liga Femenina FPF 2025; 18 de junio de 2025, 20:00         | Alianza Lima | 0:0     | Universitario | Estadio Alejandro Villanueva, Lima |                          |
|                                                            |              | Reporte |               | Árbitro(s): Johanna Vega           | Árbitro(s): Johanna Vega |
| Partido de ida para definir al campeón del Torneo Apertura |              |         |               |                                    |                          |

| Liga Femenina FPF 2025; 22 de junio de 2025, 15:00               | Universitario                                                    | 0:2 (0:1)                                                        | Alianza Lima                                                     | Estadio Monumental, Lima                                         |                                                                  |                                                                  |                                |                                |                                |                                |                                |                                |                                |
|                                                                  |                                                                  |                                                                  | Silva 49' (pen.) · Oliveira 59'                                  | Árbitro(s): Milagros Arruela                                     | Árbitro(s): Milagros Arruela                                     |                                                                  |                                |                                |                                |                                |                                |                                |                                |
| Partido de vuelta para definir al campeón del Torneo Apertura\|- | Partido de vuelta para definir al campeón del Torneo Apertura\|- | Partido de vuelta para definir al campeón del Torneo Apertura\|- | Partido de vuelta para definir al campeón del Torneo Apertura\|- | Partido de vuelta para definir al campeón del Torneo Apertura\|- | Partido de vuelta para definir al campeón del Torneo Apertura\|- | Partido de vuelta para definir al campeón del Torneo Apertura\|- | Primer partido oficial con VAR | Primer partido oficial con VAR | Primer partido oficial con VAR | Primer partido oficial con VAR | Primer partido oficial con VAR | Primer partido oficial con VAR | Primer partido oficial con VAR |